# Norman Foster Ramsey
Norman Foster Ramsey (27. august 1915 i Washington, DC – 4. november 2011) var fysiker, og var professor i fysik ved Harvard University siden 1947. Ramsey har også arbejdet for regeringen samt internationale organisationer som NATO og den amerikanske atomenergikommission. Han blev i 1989 tildelt Nobelprisen i fysik, som han delte med Hans G. Dehmelt og Wolfgang Paul.